# Servicio de Control de Inmigración y Aduanas
El Servicio de Control de Inmigración y Aduanas de los Estados Unidos (en inglés: United States Immigration and Customs Enforcement; acrónimo: ICE) es una agencia del Departamento de Seguridad Nacional de los Estados Unidos. Tiene su sede en Washington D. C. Fue creado por el gobierno de los Estados Unidos en marzo de 2003, como organización sucesora del Servicio de Inmigración y Naturalización (INS).

## Objetivo
El Servicio de Control de Inmigración y Aduanas (ICE, por sus siglas en inglés) es una agencia policial del gobierno federal de los Estados Unidos encargada de hacer cumplir las leyes de inmigración de los Estados Unidos e investigar las actividades delictivas y terroristas de ciudadanos extranjeros que residen en los Estados Unidos.
La institución está encargada entre otras funciones, de la deportación de inmigrantes indocumentados.

## Oficinas y componentes
El servicio cuenta con las siguientes oficinas:
- Oficina de Detención y Deportación (Enforcement and Removal Operations, ERO)
- Oficina de Investigaciones de Seguridad Nacional (Homeland Security Investigations, HSI)
- Oficina de Gerencia y Administración (Management and Administration, M&A)
- Oficina del Asesor Legal Principal (Office of the Principal Legal Advisor, OPLA)
- Oficina de Responsabilidad Profesional (Office of Professional Responsibility, OPR)

ICE tiene dos componentes principales: Investigaciones de seguridad nacional (HSI) y Operaciones de cumplimiento y eliminación (ERO).
ICE es una agencia federal bajo la jurisdicción del Departamento de Seguridad Nacional (DHS) encargada de la investigación y ejecución de más de 400 estatutos federales dentro de los Estados Unidos y también mantiene agregados en las principales misiones diplomáticas de los EE. UU. en el extranjero. ICE no patrulla las fronteras americanas; más bien, ese rol es desempeñado por la Patrulla Fronteriza de los Estados Unidos, una unidad de Aduanas y Protección Fronteriza, que es una agencia hermana de ICE.

## Origen
El Servicio de Control de Inmigración y Aduanas se formó de conformidad con la Ley de Seguridad Nacional de 2002, después de los eventos del 11 de septiembre de 2001. Con el establecimiento del Departamento de Seguridad Nacional, se combinaron y consolidaron las funciones y jurisdicciones de varias agencias de control de fronteras e ingresos. en Inmigración y Aduanas de los Estados Unidos. En consecuencia, ICE es el brazo de investigación más grande del Departamento de Seguridad Nacional y el segundo contribuyente más grande a la Fuerza de Tarea Conjunta contra el Terrorismo de la nación.
Las agencias que se mudaron por completo o se fusionaron en parte con ICE incluyeron los recursos de investigación e inteligencia del Servicio de Aduanas de los Estados Unidos, los recursos de investigación criminal, detención y deportación del Servicio de Inmigración y Naturalización, y el Servicio Federal de Protección.
Más tarde, el Servicio Federal de Protección se transfirió de ICE a la Dirección Nacional de Protección y Programas a partir del 28 de octubre de 2009. En 2003, Asa Hutchinson trasladó el Servicio Federal de Alguaciles Aéreos de la Administración de Seguridad del Transporte (TSA) a ICE, pero Michael Chertoff los movió de nuevo a la CST en 2005.